# Escut de Xipre
L'escut de Xipre mostra un colom volant d'argent que porta una branca d'olivera de sinople al bec, símbol universal de pau, amb la data "1960" de sable, any en què l'illa es va declarar independent de la Gran Bretanya. El camper és d'or o, més específicament, de color groc coure, en al·lusió als importants jaciments xipriotes de mena de coure (especialment en forma de calcopirita, que és de color groc). L'escut és voltat de dues branques d'olivera de sinople unides per la base.
Quan Xipre era una colònia, els oficials locals britànics feien servir un escut amb dos lleopards (que mai no va arribar a ser declarat oficial), basat en l'escut del Regne Unit.

## Escuts històrics

Versió antiga de l'escut